# Nicolás Ignacio Domínguez
Nicolás Ignacio Dominguez (Buenos Aires, 16 de diciembre de 1981) es un entrenador de fútbol ítalo-argentino, que se desempeñó como ayudante de campo de Mariano Soso y Hernán Crespo. Antes de acompañar en la conducción de planteles profesionales, desarrolló una breve carrera como jugador profesional que lo llevó a Indonesia e Italia, actuando en las posiciones de volante y delantero.

## Carrera como futbolista

### Clubes
| Club                   | País      | Año       |
| ---------------------- | --------- | --------- |
| P.C.C. San José        | Argentina | 2001-2002 |
| Club Sportivo Álvarez  | Argentina | 2003      |
| C.S.D.Real Arroyo Seco | Argentina | 2005-2007 |
| Deltras F.C.           | Indonesia | 2007      |
| Bastia Umbria          | Italia    | 2007      |
| Liberty Bari           | Italia    | 2008      |
| A.C. Rosarno           | Italia    | 2008-2009 |
| S.S.Ebolitana 1925     | Italia    | 2010      |
| U.S.Rossanese          | Italia    | 2010      |

## Carrera como asistente técnico
Tras abandonar la práctica competitiva de fútbol, Domínguez se formó como entrenador en la ciudad de Rosario, Argentina. En enero de 2015 se unió a Mariano Soso para trabajar en el club peruano Real Garcilaso. Ese equipo se destacaría al llegar a las semifinales del Torneo del Inca 2015. Al año siguiente Domínguez acompañó a Soso en el Sporting Cristal, club con el que se consagrarían campeones del Campeonato Descentralizado 2016.
Domínguez continuó en los años subsiguientes vinculado a Soso, trabajando en equipos profesionales de Argentina y Ecuador.
A partir de marzo de 2022 se sumó al cuerpo técnico de Hernán Crespo en su experiencia en el fútbol Catarí, en el Al-Duhail Sports Club, donde lograron la clasificación en primer lugar en la fase de grupos de la Champions League Asiática y así posteriormente clasificarse hasta la Semifinal de dicha competencia (por primera vez en la historia del club). Durante el 2023 lograron el título de la Copa de las Estrellas de Catar, la Liga de Catar y Copa Príncipe de la Corona de Catar. 
Durante el 2024 pasaron a conducir el Al Ain Al-Ain Football Club de Emiratos Árabes Unidos donde el 25 de mayo se consagraron campeones en la histórica AFC Champions League 23/24 AFC Champions  League tras dejar en el camino a equipos como Al-Nassr de Cristiano Ronaldo, Al-Hilal (quien llegó a las semifinales con la mejor marca en la historia del fútbol de 35 victorias consecutivas y además 43 partidos invictos) y derrotando 5-1 en la final a Yokohama Marinos de Japón.
Durante la temporada 2025 se sumó al cuerpo técnico del último campeón del fútbol argentino, Vélez Sarsfield Club Atlético Vélez Sarsfield. 

### Clubes
| Club                   | País                   | Año       |
| ---------------------- | ---------------------- | --------- |
| Real Garcilaso         | Perú                   | 2015      |
| Sporting Cristal       | Perú                   | 2016      |
| Gimnasia y Esgrima LP  | Argentina              | 2017      |
| Club Sport Emelec      | Ecuador                | 2018-2019 |
| Defensa y Justicia     | Argentina              | 2019      |
| San Lorenzo de Almagro | Argentina              | 2020-2021 |
| Al-Duhail Sports Club  | Catar                  | 2022-2023 |
| Al-Ain Football Club   | Emiratos Árabes Unidos | 2024      |
| Vélez Sarsfield        | Argentina              | 2025      |

## Palmarés como asistente técnico
| Club                  | País                   | Año  | Título                              |
| --------------------- | ---------------------- | ---- | ----------------------------------- |
| Sporting Cristal      | Perú                   | 2016 | Clausura 2016                       |
| Sporting Cristal      | Perú                   | 2016 | Campeonato Descentralizado 2016     |
| Club Sport Emelec     | Ecuador                | 2018 | Segunda Etapa                       |
| Al-Duhail Sports Club | Catar                  | 2023 | Copa de las Estrellas de Catar      |
| Al-Duhail Sports Club | Catar                  | 2023 | Copa Príncipe de la Corona de Catar |
| Al-Duhail Sports Club | Catar                  | 2023 | Qatar Stars League                  |
| Al-Ain Football Club  | Emiratos Árabes Unidos | 2024 | AFC Champions League                |